# Tour du Limousin 1994
La 27e édition du Tour du Limousin s'est déroulée du 16 au 19 août 1994, et a vu s'imposer l'Allemand Jens Heppner.

## Classements des étapes
| Étape     | Date    | Villes étapes                    | Vainqueur d'étape | Équipe    | Leader du classement général | Équipe  |
| 1re étape | 16 août | Limoges - Saint-Yrieix-la-Perche | Jens Heppner      | Telekom   | Jens Heppner                 | Telekom |
| 2e étape  | 17 août | Saint-Yrieix-la-Perche - Brive   | Jacky Durand      | Castorama | Jens Heppner                 | Telekom |
| 3e étape  | 18 août | Brive - Lac de Vassivière        | Eddy Bouwmans     | Novemail  | Jens Heppner                 | Telekom |
| 4e étape  | 19 août | Oradour-sur-Glane - Limoges      | Jacky Durand      | Castorama | Jens Heppner                 | Telekom |

## Classement final
| 1.  | Jens Heppner        | Telekom         |
| 2.  | Bruno Cornillet     | Novemail        |
| 3.  | Laurent Roux        | Castorama       |
| 4.  | Lylian Lebreton     | Big Mat-Auber93 |
| 5.  | Hervé Garel         | Gan             |
| 6.  | Francisque Teyssier | Festina         |
| 7.  | Bruno Thibout       | Castorama       |
| 8.  | Michel Vanhaecke    | Lotto           |
| 9.  | Marty Jemison       | Wordperfect     |
| 10. | Cédric Vasseur      | Novemail        |